# Paroplapoderus nigroflavus
Paroplapoderus nigroflavus is een keversoort uit de familie bladrolkevers (Attelabidae). De wetenschappelijke naam van de soort werd in 2006 gepubliceerd door Andrei Aleksandrovich Legalov.